# هایشلهایم
هایشلهایم (به آلمانی: Heichelheim) یک شهر در آلمان است که در وایمارر لاند واقع شده‌است. هایشلهایم ۳۱۴ نفر جمعیت دارد.